# Coleophora ammodyta
Coleophora ammodyta là một loài bướm đêm thuộc họ Coleophoridae. Nó được tìm thấy ở Ả Rập Xê Út.
Ấu trùng ăn Salsola richteri.